# Gabriel Garcia Fernández
Gabriel "Gabi" Garcia Fernández (ur. 8 stycznia 1999 w San Juan) – amerykański siatkarz pochodzenia portorykańskiego, grający na pozycji atakującego, reprezentant Stanów Zjednoczonych. 
W latach 2018–2021 był studentem Uniwersytetu Brighama Younga oraz zawodnikiem BYU Cougars. Pierwszą jego drużyną zagraniczną został jeden z najbardziej utytułowanych klubów we włoskiej Serie A – Cucine Lube Civitanova.
Na początku kwietnia 2022 roku otrzymał obywatelstwo amerykańskie i od 2024 roku występuje dla reprezentacji Stanów Zjednoczonych

## Sukcesy klubowe
Mistrzostwa MPSF Conference:
- 2018, 2021
- 2019

Mistrzostwa NCAA:
- 2021
- 2018

Klubowe Mistrzostwa Świata:
- 2021, 2024[5]

Mistrzostwo Włoch:
- 2022[6], 2025[7]
- 2023[8]

## Sukcesy reprezentacyjne
Reprezentacja Portoryko
Puchar Panamerykański Kadetów:
- 2017

Mistrzostwa Ameryki Północnej, Środkowej i Karaibów:
- 2021[9]

Reprezentacja Stanów Zjednoczonych
Puchar Panamerykański:
- 2024[10]

## Nagrody indywidualne
- 2017: Najlepszy atakujący i punktujący Pucharu Panamerykańskiego Kadetów
- 2024: Najlepszy punktujący Pucharu Panamerykańskiego[11]